# Sanctuary
Sanctuary (サンクチュアリ, slovensko zavetje) je manga, ki jo je napisal Sho Fumimura in ilustriral Ryoichi Ikegami. Objavljena je bila v Big Comic Superior med letoma 1990 in 1995 ter nato ponovno izdana v 12 zvezkih pod okriljem Shogakukana. Vsak zvezek vsebuje od 10 do 13 poglavij. Sanctuary je bil v času izhajanja uspešnica na Japonskem, navdihnil je film in je tudi ena izmed najzaslužnejših mang za prodor seinen mang na zahod, predvsem ZDA.

## Zgodba
Sanctuary je politični triler in kriminalka, ki prikazuje dva prijatelja iz otroštva, Hoja Akiro in Asamija Chiakija, ki se krčevito borita, da bi postavila novo paradigmo za življenje na Japonskem. S tem ciljem v glavi odideta po dveh zelo različnih poteh: Akira se poda v svet organiziranega kriminala pod okriljem japonskih jakuz, Chiaki pa se odloči postati najmlajši član parlamenta. Oba sta preživela kamboško vojno fronto, kar jima je razvilo neverjetno agresijo in sposobnosti preživetja, ki jima pomagajo k njunemu glavnemu cilju, da bi Japonska postala njun »sanctuary« – zavetje.
Zgodba se prične s Hojom kot vodjo manjše tolpe in Asamijem kot političnem svetovalcem. Najprej se oba dvigneta do položajev, ki jima nudijo veliko moč. Hojev vzpon je veliko hitrejši kot Asamijev, ki traja skozi celotno mango. Hojo postane ena izmed najvišjih figur v japonskem podzemlju, nato pa nadaljuje svoj vzpon z željo, da bi si podredil celotno podzemlje obenem pa skrivoma pripravlja reformacijo jakuz iz nelegalnih in preganjanih organizacij v legalne, ki so s strani družbe ne zaničevane, temveč spoštovane. Asami se medtem bori za vstop v japonski parlament. Ustanovi svojo stranko, ki predstavlja glas mlajših Japoncev. Vseskozi mu nasprotujejo trenutni starajoči se poslanci, ki se krčevito držijo svojih mest v parlamentu ter svoje moči, ugleda in premoženja. Zgodba se še bolj zaplete z romanco med Hojom in policijsko načelnico ter zaradi bolezni, ki napade Asamija proti koncu zgodbe.
Sanctuary se lahko poleg kot napeta zgodba razume tudi kot relevanten komentar političnega dogajanja na Japonskem v času izdaje. Morda bi pogumnejši lahko potegnili vzporednice celo s političnim dogajanjem v Sloveniji ter drugimi podobnimi državami, kjer demokracija sploh ni demokracija temveč aristokracija.

## Povezave
- Anime News Network o Sanctuary